# 10番街の殺人
「10番街の殺人」（Slaughter On Tenth Avenue）は、1936年のブロードウェイ・ミュージカル作品「オン・ユア・トウズ」の劇中劇、および楽曲。作曲はリチャード・ロジャース、振り付けはジョージ・バランシン が手掛けた。

## ベンチャーズによるカヴァー
アルバム『ノック・ミー・アウト』（1964年）からのシングルとして発表された。B面の『ラップ・シティ』(原曲はブラームスのハンガリアン舞曲第5番)は、『ウォーク・ドント・ラン Vol.2』収録。前述のアルバムは全米最高位31位、後述のシングルは同35位を記録。